# Dramat symboliczny
Dramat symboliczny – utwór sceniczny, którego główną cechą jest odejście od dosłowności. Świat przedstawiony dramatu nie odzwierciedla konkretnych faktów społecznych; jego podstawowym budulcem jest symbol i niedopowiedzenie, nadrzędnym celem jest zaś wyrażenie podstawowych sytuacji humanistycznych w perspektywie metafizycznej.
Dramat symboliczny często wykorzystywał formę prozy poetyckiej i rozbudowanych, „artystycznych” didaskaliów, a na płaszczyźnie treści – wątków baśniowych i historycznych.
Za dwóch najwybitniejszych twórców dramatu symbolicznego uważa się Augusta Strindberga oraz Maurice Maeterlincka, laureata Literackiej Nagrody Nobla.
Przykłady:
- Wyzwolenie, Wesele – Stanisława Wyspiańskiego
- Ślepcy, Intruz, Wnętrze – Maurice Maeterlincka
- Wenedzi Antoniego Langego
- Gra snów, Sonata widm Augusta Strindberga
- W mroku złotego pałacu, czyli Bazillissa Teofanu, Kniaź Patiomkin Tadeusza Micińskiego